# Saint-Laure
Saint-Laure är en kommun i departementet Puy-de-Dôme i regionen Auvergne-Rhône-Alpes i centrala Frankrike. Kommunen ligger i kantonen Ennezat som tillhör arrondissementet Riom. År 2022 hade Saint-Laure 694 invånare.

## Befolkningsutveckling
Antalet invånare i kommunen Saint-Laure
| Referens: INSEE |